# Плескачовка (Черкасская область)
Плескачо́вка (укр. Плескачівка) — село в Черкасском районе Черкасской области Украины.
Почтовый индекс — 20743. Телефонный код — 4733.

## Население
Население по переписи 2001 года составляло 762 человека.

### Языковой состав
Родной язык населения по данным переписи 2001 года:
| Язык       | Численность, чел. | Доля     |
| ---------- | ----------------- | -------- |
| Украинский | 739               | 96,98 %  |
| Русский    | 22                | 2,89 %   |
| Другое     | 1                 | 0,13 %   |
| Итого      | 762               | 100,00 % |

## Местный совет
20743, Черкасская обл., Смелянский р-н, с. Плескачовка, ул. Бондаренков, 15